# هاري فوكس
هاري فوكس (بالإنجليزية: Harry Fox)‏ (و. 1882 – 1959 م) هو ممثل، وراقص، من الولايات المتحدة الأمريكية، ولد في بومونا، كاليفورنيا، توفي في لوس أنجلوس، عن عمر يناهز 77 عاماً.

## وصلات خارجية
- هاري فوكس على موقع IMDb (الإنجليزية)
- هاري فوكس على موقع الموسوعة البريطانية (الإنجليزية)
- هاري فوكس على موقع قاعدة بيانات برودواي على الإنترنت (الإنجليزية)
- هاري فوكس على موقع قاعدة بيانات الفيلم (الإنجليزية)